# Цена / балансовая стоимость
Цена / балансовая стоимость (англ. P/B ratio, price-to-book ratio) — финансовый коэффициент, равный отношению текущей рыночной капитализации компании к её балансовой стоимости.
Как и при использовании других финансовых коэффициентов, сопоставимость коэффициента возможна в рамках одного сектора экономики. В частности, для компаний секторов экономики, требующих крупных капиталовложений в инфраструктуру (на каждую денежную единицу прибыли) коэффициент чаще всего будет гораздо ниже, чем, например, для консалтинговых фирм.
Показатель обычно используется для сравнения банков, по причине того, что активы и пассивы банков почти всегда соответствуют их рыночной стоимости. При этом показатель не предоставляет никакой информации о способности компании приносить прибыль акционерам, однако этот коэффициент даёт инвестору представление о том, не переплачивает ли он за то, что останется от компании в случае её немедленного банкротства.